# Корженёвские
Корженёвские (ед. число пол. Korzeniewski, Korzeniowski) — дворянские роды:
1. Герба Наленч, восходящий к началу XVI века и происходящий от рода Малиновских, был внесён в VI часть родословной книги Виленской, Волынской, Гродненской и Минской[1] губерний.
2. Герба Вага, пишутся также Можейко-Корженевские; происходит от жившего в XIV веке Ходки Корженевского, из внуков которого Патей (Ипатий) был родоначальником знаменитого литовского рода Поцеев, а Можейко — рода Корженевских.
3. Герба Лис, восходящий к концу XV века; был внесён в VI часть родословной книги Волынской губернии;
4. Герба Лодзя, Корженевские-Ляховичи, восходящие к концу XVI века были внесены в VI часть родословной книги Волынской и Ковенской губерний.
5. Герба Лелива, восходящий к началу XVII века и внесённый в VI часть родословной книги тех же губерний.

## Известные носители фамилии
- Корженевский, Николай Леопольдович — (1879—1958) выдающийся русский, советский географ, гляциолог, путешественник, исследователь Памира.
- Корженевский, Алоизий (ум. 1826) — польский проповедник и физик.
- Корженёвский, Аполлон (Аполлон Наленч-Коженёвский) (1820—1869) — польский поэт, переводчик, драматург. Отец писателя Джозефа Конрада (Юзефа Коженёвского).
- Корженёвский, Игнаций Эдвард (пол. Ignacy Edward Nałęcz-Korzeniewski) — польский поэт XIX века, автор книг «Krótka wiadomość о Jadźwingach» (Wilno, 1830), «Sonety» (Warszawa, 1838), «Kilka miejscowych ballad» (Wilno, 1839).
- Корженёвский, Ипполит (1827—1879) — русский хирург.
- Корженевский, Осип Иванович (Коженевский, Юзеф)
- Корженёвская, Мария Регина